# 1924年體育
请参看：
- 1924年
- 1924年电影
- 1924年文学
- 1924年音乐
- 1924年台灣

1924年重要國際體育賽事包括：
- 第八屆夏季奧林匹克運動會；5月4日至7月27日於法國巴黎舉行

## 大事記

### 4月至6月
- 5月4日－第八屆夏季奧林匹克運動會於法國巴黎揭幕。
- 5月17日－Black Gold 贏得肯塔基打比冠軍。

## 綜合運動會
- 5月4日至7月27日：夏季奧林匹克運動會

獎牌榜（只列出頭5名最佳成績隊伍）
| 名次 | 國家     | 金牌： | 银牌： | 铜牌： | 總數 |
| 1    | 美國     | 45     | 27     | 27     | 99   |
| 2    | 芬蘭     | 14     | 13     | 10     | 37   |
| 3    | 法國     | 13     | 15     | 10     | 38   |
| 4    | 聯合王國 | 9      | 13     | 12     | 34   |
| 5    | 意大利   | 8      | 3      | 5      | 16   |

## 棒球
- 美國職棒大聯盟世界大賽：。

## 足球
主條目：1924年足球

## 賽馬
- 第49屆肯塔基打比 
  - 冠軍：Black Gold 。